# Indotritia aotearoana
Indotritia aotearoana är en kvalsterart som beskrevs av Ramsay 1966. Indotritia aotearoana ingår i släktet Indotritia och familjen Oribotritiidae. Inga underarter finns listade i Catalogue of Life.